# Samuel James
Samuel James – kanadyjski muzyk bluesowy. James urodził się w rodzinie muzyków. Jego dziadek był gitarzystą bluesowym, a ojciec pianistą i trębaczem. Edukację muzyczną rozpoczął w wieku 5 lat, kiedy nauczył się stepować. Mając 7 lat, grał już na pianinie, a wieku 12 wyjechał na pierwszą trasę koncertową. Jako młody człowiek wyjechał do Irlandii, gdzie zarabiał na życie, grając na harmonijce. Po powrocie do Stanów Zjednoczonych, do Maine zaczął grać na gitarze.
4 października 2008 Samuel James wystąpił w Katowickim koncercie Rawa Blues Festiwal.

## Dyskografia
- The Return Of Sugar Smallhouse, wyd. Bull Moose Records
- Songs Famed for Sorrow and Joy 2008[2]